# Guo Shengkun
Guo Shengkun (chinesisch 郭声琨, Pinyin Guō Shēngkūn; * Oktober 1954 im Kreis Xingguo in der Provinz Jiangxi) ist ein chinesischer Politiker und seit Oktober 2017 Mitglied des 19. Politbüros der Kommunistischen Partei Chinas. Er ist Sekretär der Kommission für Politik und Recht der Kommunistischen Partei Chinas. Er hat an der Universität für Wissenschaft und Technik Peking Betriebswirtschaft studiert und in Verwaltungswissenschaften promoviert.

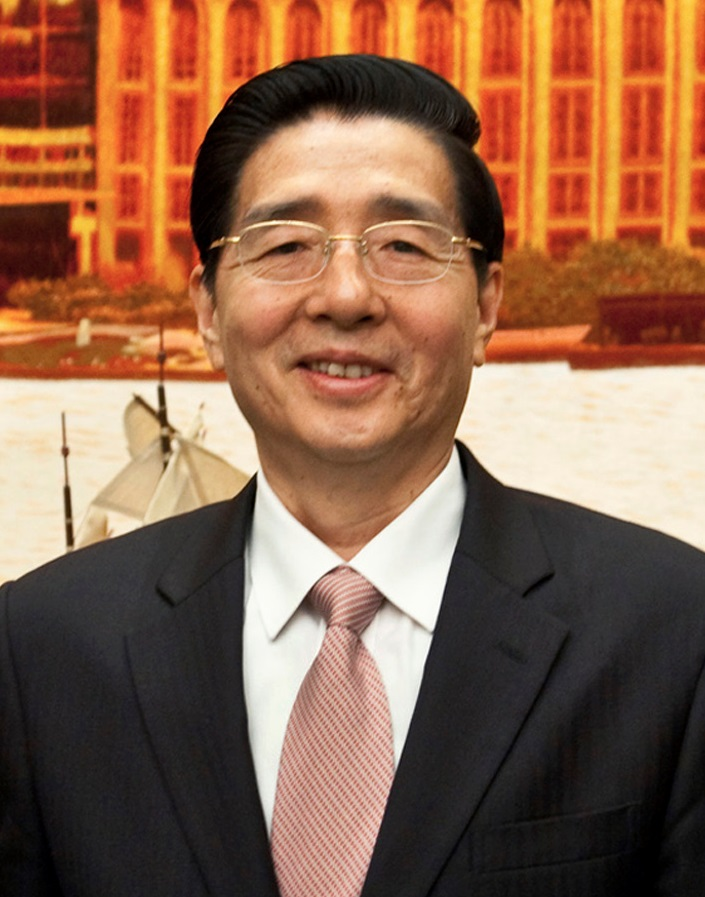
Guo Shengkun

## Werdegang
Guo wurde im Oktober 1954 im Kreis Xingguo der Provinz Jiangxi geboren. Während der Kulturrevolution arbeitete er auf dem Land. Im Jahr 1974 trat er in die Kommunistische Partei Chinas ein. Von 1977 bis 1979 studierte er Bergbau am Jiangxi Bergbau Institut. Danach arbeitete er in der Behörde für Metallurgie der Provinz Jiangxi in verschiedenen Positionen, bis er schließlich Parteisekretär und Direktor dieser Institution wurde. Ab 1985 war er für verschiedene Staatsunternehmen der Nichteisen- und Aluminiumbranche tätig und hatte die Posten des Parteisekretärs, des stellvertretenden Geschäftsführers der Aluminum Corporation of China (Chinalco) inne und wurde schließlich Vorstandsvorsitzender der Gesellschaft. Unter seiner Führung wurde die Tochtergesellschaft der Chinalco, die Aluminium Corporation of China Limited (Chalco), an der New Yorker und Hongkonger Börse notiert. Von 2003 bis 2007 studierte er an der Universität für Wissenschaft und Technik in Beijing Betriebswirtschaft und promovierte in Verwaltungswissenschaften. Er ist Professor für Ingenieurwissenschaften.
Im Jahr 2004 wechselte er in die Politik und wurde ab November 2007 Parteisekretär und ab dem Jahr 2013 Vorsitzender des Volkskongresses der Autonomen Region Zhuang der Provinz Guangxi. Im Dezember 2012 wurde er zum Minister des Ministeriums für öffentliche Sicherheit berufen. Innerhalb Chinas wurde seine Benennung kritisch gesehen, da ihm der juristische Hintergrund fehlt. Er war Mitglied des 16. und 17. Zentralkomitees. Im Oktober 2017 wurde er Mitglied des 19. Politbüros der Kommunistischen Partei Chinas und Sekretär der Kommission für Politik und Recht der Kommunistischen Partei Chinas. Damit obliegt ihm die Strafverfolgung auf nationaler Ebene und er ist verantwortlich für den Sicherheitsapparat sowie den Nachrichtendienst.